# Campeonato del Hemisferio Occidental y Asia de la clase Snipe
El Campeonato del Hemisferio Occidental y Asia de la clase Snipe es una competición de vela para embarcaciones de la clase internacional snipe. Se disputó por primera vez en La Habana, Cuba, en 1950, el mismo año que también comenzó a disputarse el Campeonato de Europa. Ambas competiciones son las más importantes de la clase por detrás de los campeonatos del mundo, y se celebran cada dos años, en los años pares, alternándose con el campeonato del mundo absoluto, que se celebra los años impares. Hasta 2023 se denominaba Campeonato del Hemisferio Occidental y Oriente.
Se adjudica el Trofeo Comodoro John T. Hayward a la flota del patrón ganador, que se responsabiliza de la custodia y conservación del mismo, así como de enviarlo debidamente embalado al lugar designado para el siguiente campeonato. El nombre del patrón ganador, el año, el nombre de su flota y el de su país de origen se han de grabar de forma uniforme en el trofeo. El trofeo fue donado por el comodoro John T. Hayward, de Tulsa, y es propiedad de la SCIRA. 
Pueden participar:
- Cinco embarcaciones de cada nación del Hemisferio Occidental y Oriente, de la que deben de ser ciudadanos o residentes durante al menos los últimos doce meses.
- El campeón del mundo actual (si es de una nación del Hemisferio Occidental y Oriente).
- El último patrón campeón del Hemisferio Occidental y Oriente.
- El campeón de América del Sur.
- El campeón de América del Norte.
- El campeón de Oriente (actualmente el campeón de Japón).
- Los campeones juveniles de América del Norte, América del Sur y Oriente.
- Las campeonas femeninas de América del Norte, América del Sur y Oriente.

Si hubiese naciones que no inscribiesen sus 5 representantes, y el número de inscritos no supera los 50 barcos, las plazas vacantes serán asignadas por la SCIRA.

## Palmarés
| Año  | Sede                                                                       | Patrón                       | Tripulante          | Flota                                 |
| 1950 | Miramar Yacht Club                                                         | Clemente Inclán              | Carlos Inclan       | Miramar Yacht Club                    |
| 1952 | Clearwater Yacht Club                                                      | Ted A. Wells                 | Charles Henry       | Wichita Sailing Club                  |
| 1954 | Miramar Yacht Club                                                         | Terry Whittemore             | Bob Whittemore      | Quassapaug Sailing Club               |
| 1956 | Spanish Point Boat Club Sandys Boat Club St. George's Dinghy & Sports Club | Eugene Simmons               | John Shirkey        | Spanish Point Boat Club               |
| 1958 | Royal Nassau Sailing Club                                                  | Bernard Hayward              | Charles Brown       | St. George's Dinghy & Sports Club     |
| 1960 | Club Náutico San Isidro                                                    | Bernard Hayward              | James Amos          | St. George's Dinghy & Sports Club     |
| 1962 | late Clube do Brasilia                                                     | Reinaldo Conrad              | Ralph Conrad        | Yacht Club Santo Amaro                |
| 1964 | Oakville Yacht Squadron                                                    | Reinaldo Conrad              | Ralph Conrad        | Yacht Club Santo Amaro                |
| 1966 | Yacht Club Uruguayo                                                        | Ralph Conrad                 | João Pedro Reinhart | Yacht Club Santo Amaro                |
| 1968 | Florida Yacht Club                                                         | Takao Ninomiya               | Hideo Kawamura      | Bandera de Japón                      |
| 1970 | Spanish Point Boat Club                                                    | Gary Boswell                 | Margaret Boswell    | Austin Yacht Club                     |
| 1972 | Club Naval de Oficiales en Cartagena                                       | Augie Diaz                   | Gonzalo E. Diaz     | Coconut Grove Sailing Club            |
| 1974 | Club Náutico San Isidro                                                    | Jeff Lenhard                 | Donald Krebs        | Mission Bay Yacht Club                |
| 1976 | Northern Yacht Club                                                        | Marco Aurélio Paradeda       | Luiz Pejnovic       | Clube dos Jangadeiros                 |
| 1978 | Clube de Campo de São Paulo                                                | Ivan Pimentel                | Carlos Dohnert      | Iate Clube do Rio de Janeiro          |
| 1980 | Yacht Club Uruguayo                                                        | David Chapin                 | Scott Young         | Island Bay Yacht Club                 |
| 1982 | Royal Nassau Sailing Club                                                  | David Chapin                 | Tim Dixon           | Island Bay Yacht Club                 |
| 1984 | Lago Azul Country Club                                                     | John MacCall                 | Sergio Ripol        | Club Náutico Olivos                   |
| 1986 | Enoshima Yacht Club                                                        | Santiago Lange               | Miguel Saubidet     | Club Náutico San Isidro               |
| 1988 | Spanish Point Boat Club                                                    | Ivan Pimentel                | Luiz Pejnovic       | Iate Clube do Rio de Janeiro          |
| 1990 | Club Náutico Olivos                                                        | Ricardo Fabini               | Harold Meerhoff     | Yacht Club Uruguayo                   |
| 1992 | Royal Nassau Sailing Club                                                  | John Keane                   | Ted Keenan          | Eastern Yacht Club                    |
| 1994 | Yacht Club Uruguayo                                                        | Guillermo Parada             | Gonzalo Martinez    | Club Náutico Olivos                   |
| 1996 | Larchmont Yacht Club                                                       | Mauricio Santa Cruz Oliveira | Eduardo Neves       | Iate Clube do Rio de Janeiro          |
| 1998 | Enoshima Yacht Club                                                        | Eduardo Santambrogio         | Gonzalo Martinez    | Yacht Club Argentino                  |
| 2000 | Club de Velas de Rosario                                                   | Frederico Vasconcellos       | Felipe Vasconcellos | Clube dos Caiçaras                    |
| 2002 | Alamitos Bay Yacht Club                                                    | Augie Diaz                   | Jon Rogers          | Coconut Grove Sailing Club            |
| 2004 | Iate Clube do Rio de Janeiro                                               | Alexandre Dias Paradeda      | Eduardo Paradeda    | Clube dos Jangadeiros                 |
| 2006 | Coconut Grove Sailing Club                                                 | Pablo Defazio                | Eduardo Medici      | Yacht Club Uruguayo                   |
| 2008 | Yacht Club Punta del Este                                                  | Bruno Bethlem de Amorim      | Dante Bianchi       | Iate Clube do Rio de Janeiro          |
| 2010 | Buffalo Canoe Club                                                         | Ernesto Rodríguez            | Mary Hall           | Miami                                 |
| 2012 | Yacht Club Punta del Este                                                  | Bruno Bethlem de Amorim      | Dante Bianchi       | Iate Clube do Rio de Janeiro          |
| 2014 | San Diego Yacht Club                                                       | Raúl Ríos                    | Fernando Monllor    | Club Náutico de San Juan              |
| 2016 | Iate Clube do Rio de Janeiro                                               | Édgar Diminich               | Jaime Flores        | Salinas Yacht Club                    |
| 2018 | Club Náutico Olivos                                                        | Ernesto Rodríguez            | Kathleen Tocke      | Miami                                 |
| 2021 | Cottage Park Yacht Club                                                    | Augie Diaz                   | Bárbara Brotons     | Coconut Grove Sailing Club            |
| 2023 | Cofradía Náutica del Pacífico Austral                                      | Matías Seguel                | Constanza Seguel    | Cofradía Náutica del Pacífico Austral |